# Alberic
|  | Aquest article tracta sobre un poble valencià de la Ribera Alta. Vegeu-ne altres significats a «Alberic (desambiguació)». |

Alberic és un municipi del País Valencià a la comarca de la Ribera Alta. Limita amb Benimuslem, Massalavés, Antella, Gavarda, Castelló, Benimodo, Alzira i Carcaixent.

## Geografia
Situat entre el riu Xúquer i el riu Verd. La superfície del terme és plana, llevat d'un petit sector a l'oest al peu de la serra de Tous. La vila es troba en la plana, entre el marge esquerre del Xúquer i la Séquia Real, al peu d'una petita elevació del terreny de 50 m d'altitud i 40 hectàrees d'extensió, on s'ha format un petit bosc mediterrani.
El clima és mediterrani, amb hiverns suaus i estius càlids.

## Història
L'actual terme municipal d'Alberic ha estat poblat des d'antic: existixen vestigis de l'edat del bronze i constància de la presència romana. En el segle xiii la localitat estava sota domini musulmà; però amb la conquesta cristiana de l'octubre de 1238 el rei Jaume I la va prendre i va designar a Lope Ferreinch de Lurcenich com a senyor feudal. Amb tot, la població musulmana va continuar habitant la localitat i constituint el gros de la població. És de suposar que els habitants no experimentaren molts canvis negatius en la seua situació econòmica, ja que els impostos i càrregues imposades per Zayen, darrer emir de Balansiya, eren tantes que es feia difícil empitjorar-les. Les relacions entre els repobladors cristians que anaven aplegant i els moros era delicada, ja que els musulmans, amb una major capacitat de sacrifici i el rendiment superior que obtenien de la terra, tenien millor qualitat de vida.
El senyoriu passà per diverses mans a través de compres (inclosa la de Jaume el Just, qui la comprà amb caràcter personal) fins a aplegar a ser de Jaume de Romaní, qui prengué part molt activa en la insurrecció contra el rei Pere IV El Cerimoniós. Quan el rei va guanyar, va manar decapitar en Jaume de Romaní i va ajusticiar els plebeus que prengueren part en la revolta a beure el líquid resultant de fondre les campanes amb què eren convocats. Alberic i tots els seus habitants retornaren al Rei.
La filla de Jaume de Romaní recuperà el senyoriu després que sa mare el recomprara al rei, però així i tot ella no podia heretar-lo. Finalment, sa mare vengué el senyoriu, i casà a la filla amb el germà del comprador. Un any més tard, morí el propietari i tres anys després el fill, de manera que el senyoriu va passar a mans del matrimoni.
Després de diverses compres i vendes, recalà en mans de Lluís Cornell, qui mantenia una gran amistat amb l'escriptor Joanot Martorell (autor de Tirant lo Blanch). Es conserva la carta que Joanot Martorell signa en Alberic i on repta a un duel a mort a D. Gonçalbo d'Íxer. Entre d'altres, formà part del patrimoni del Cardenal Mendoza, qui comprà Alberic per mitjà de la intervenció del financer Lluís de Santàngel. El Cardenal mantingué durant tota sa vida que era descendent directe de Rodrigo Díaz de Vivar (El Cid). Al seu fill li posà el nom de Rodrigo Díaz de Vivar y Mendoza i canvià el nom del Castell de Jadraque pel de Cid, per tal que el seu primogènit tinguera el nom de Comte del Cid.
El Cardenal fomentà l'arribada de musulmans provinents de Granada, construint més de 100 cases noves al poble. Al cap de pocs anys, després que Ferran el Catòlic legitimara als seus 3 fills, deixà el poble en mans del Primogènit.

### LesGermanies
La millor adaptació dels musulmans feia que els senyors els tingueren més ben considerats que als cristians, ja que eren més submisos i donaven més riqueses al noble. A més, l'Església, recelosa dels seus drets i de la seua doctrina, anhelava que es convertiren al cristianisme. En eixe context es trobava Alberic, que encara tenia la majoria de població musulmana. Durant la primera revolta del poble cristià contra els senyors feudals, els agermanats vinguts d'Alzira i Xàtiva atacaren Alberic, que fou defesa pels vassalls mudèjars. Alberic estava ara en mans del Marqués de Zenete.
Quan eixos agermanats obtingueren avantatge en la guerra, es decidí batejar els musulmans, sota amenaça d'expulsar-los, a fi de restar força als exèrcits dels nobles. A Alberic, alguns sarraïns s'alçaren en armes per a evitar el baptisme; llavors, el senyor feudal intervingué i, per temor a les represàlies dels agermanats, demanà als musulmans que es batejaren. Va ser així com els convertí en cristians nous i la mesquita del poble es va transformar en una església dedicada a Sant Llorenç.

### Expulsió delsmoriscs(1609)
Finalment, el Rei Felip III cedí a les pretensions de l'església i desterrà els moriscs, no sense que alguns oposaren resistència. El 22 d'octubre, pel port de Dénia eixiren cap a Orà 3.406 musulmans d'Alberic, una important quantitat de gent per a l'època, mentre que alguns es quedaren per a defendre les seues pertinences.
Per a compensar els nobles, el Rei els entregà noves possessions, en concret donà Alberic al Duc de l'Infantat, qui, per a nodrir de nou el poble d'habitants, va emetre una carta pobla on enumerava les condicions que oferia per a tots aquells que s'hi volgueren aveïnar.
Les condicions imposades pel Duc foren molt dures, i prompte sorgiren les queixes del poble. Això, sumat a les males collites i les constants avingudes del riu Xúquer, feu que la gent s'empobrira, perdera les propietats i haguera d'anar-se'n del poble. El duc de l'Infantat, que veia com perdien valor les seues possessions (vassalls), es veié obligat a reduir els impostos.

### Segles XVIII, XIX i XX
Durant els segles xviii i xix augmentà el desig del poble per deslliurar-se del domini de l'Infantat, que mantenia el poble en la pobresa i els imposava condicions més dures que en la resta de municipis, més concretament en aquells que estaven sota l'auspici de la Corona. Es mantingueren diversos pleits judicials contra el noble i hi hagué una revolta antisenyorial l'any 1801. Finalment, després de molts esforços i rebutjos (foren desterrats de la Cort dos enviats d'Alberic, i s'imposà silenci perpetu a l'Ajuntament), gràcies a la constància, a la publicitat que donà l'alberiquer Antoni Lloret a les Corts de Cadis i a l'enfrontament que el Rei mantingué amb l'Infantat, en 1802 es va aconseguir la reincorporació d'Alberic a la Corona, no sense abonar una important quantitat de diners, i la confirmació el 1835, després del procés encetat el 1764.
Com a colofó, el 1854 l'Ajuntament enderrocà la casa palau que hi havia a la plaça, hui ocupada per un jardí, diverses cases i la Casa de la Cultura. Fins al moment de la reincorporació es produïren altercats continus contra el duc i, en diverses ocasions, la casa palau va ser atacada i es va picar l'escut d'armes.
Destacables també són els enfrontaments en la Guerra Carlina que, juntament amb les pestes, aconsellaren la construcció d'una muralla.
Finalment, cal destacar l'alt caràcter socialista que hi hagué en la Guerra Civil. A Alberic existia una fàbrica d'armes on es feia el fusell "Naranjero", fàbrica que no es reconvertí a la indústria per por que al camp faltaren jornalers disposats a treballar la terra dels grans propietaris.

## Demografia
| 1990  | 1992  | 1994  | 1996  | 1998  | 2000  | 2002  | 2004  | 2006   | 2007   |
| ----- | ----- | ----- | ----- | ----- | ----- | ----- | ----- | ------ | ------ |
| 9.172 | 9.140 | 9.484 | 9.100 | 9.131 | 9.227 | 9.465 | 9.634 | 10.234 | 10.330 |

## Economia
Actualment, l'activitat econòmica més important és l'agricultura (els tarongers han desplaçat a l'arròs), però la indústria és cada vegada més important des que el 1997 es va inaugurar un polígon industrial que està en plena expansió.

## Política i Govern

### Composició de la Corporació Municipal
El Ple de l'Ajuntament està format per 17 regidors. En les eleccions municipals de 26 de maig de 2019 foren elegits 11 regidors de Ciutadans per Alberic (CA), 2 de Compromís per Alberic (Compromís), 2 d'Alberic Unit: Iniciativa per Alberic-Unides Podem (AU), 1 del Partit Popular (PP) i 1 del Partit Socialista del País Valencià (PSPV-PSOE).
| Eleccions municipals de 26 de maig de 2019 - Alberic |                                           |                                     |                                     |        |          |          |
| Candidatura | Candidatura                               | Candidatura                         | Cap de llista                       | Vots   | Vots     | Regidors |
| | Ciutadans per Alberic                     |                                     | Toño Carratalá Mínguez              | 3.076  | 60,42%   | 11 (+4)  |
| | Compromís per Alberic                     |                                     | Dolors Palomares Caerol             | 619    | 12,16%   | 2 ()     |
| | Alberic Unit                              |                                     | Alfonso Martínez Escandell          | 573    | 11,26%   | 2 (-2)   |
| | Partit Popular de la Comunitat Valenciana |                                     | Estefanía Sanz Roselló              | 436    | 8,56%    | 1 (-1)   |
| | Partit Socialista del País Valencià-PSOE  |                                     | Rosario Lázaro Benavent             | 344    | 6,76%    | 1 (-1)   |
| | Vots en blanc                             |                                     |                                     | 43     | 0,84%    |          |
| Total vots vàlids i regidors | Total vots vàlids i regidors              | Total vots vàlids i regidors        | Total vots vàlids i regidors        | 5.091  | 100 %    | 17       |
| | Vots nuls                                 | Vots nuls                           | Vots nuls                           | 64     | 1,24%    |          |
| Participació (vots vàlids més nuls) | Participació (vots vàlids més nuls)       | Participació (vots vàlids més nuls) | Participació (vots vàlids més nuls) | 5.155  | 67,68%** |          |
| Abstenció | Abstenció                                 | Abstenció                           | Abstenció                           | 2.462* | 32,32%** |          |
| Total cens electoral | Total cens electoral                      | Total cens electoral                | Total cens electoral                | 7.617* | 100 %**  |          |
| Alcalde: Toño Carratalá Mínguez (CA) (15/06/2019) Per majoria absoluta dels vots dels regidors (12 vots: 11 de CA i 1 de PSPV)                              |                                           |                                     |                                     |        |          |          |
| Fonts: Ministeri de l'Interior, Junta Electoral de Zona de Xàtiva. Periòdic Ara. (* No són vots sinó electors. ** Percentatge respecte del cens electoral.) |                                           |                                     |                                     |        |          |          |

### Alcaldes
Des de 2012 l'alcalde d'Alberic és Antonio Carratalá Minguez (CA).
| Període                       | Alcalde o alcaldessa                              | Partit polític   | Data de possessió            | Observacions                                   |
| ----------------------------- | ------------------------------------------------- | ---------------- | ---------------------------- | ---------------------------------------------- |
| 1979–1983                     | Salvador Hurtado Radal                            | PSPV-PSOE        | 19/04/1979                   | --                                             |
| 1983–1987                     | Vicente Lázaro Andreu                             | PSPV-PSOE        | 28/05/1983                   | --                                             |
| 1987–1991                     | José M. Álvarez Belvis                            | CDS              | 30/06/1987                   | --                                             |
| 1991–1995                     | Domingo Morcillo Carboneres                       | EUPV             | 15/06/1991                   | --                                             |
| 1995–1999                     | Domingo Morcillo Carboneres                       | EUPV-EV          | 17/06/1995                   | --                                             |
| 1999–2003                     | Enrique Carpi Cortés                              | PP               | 03/07/1999                   | --                                             |
| 2003–2007                     | Enrique Carpi Cortés                              | PP               | 14/06/2003                   | --                                             |
| 2007–2011                     | Enrique Carpi Cortés Faustino Sala Carceller      | PP               | 16/6/2007 27/11/2009         | Dimissió/renúncia                              |
| 2011–2015                     | Faustino Sala Carceller Antonio Carratalá Mínguez | PP No adscrit PP | 11/6/2011 9/1/2012 20/1/2012 | Canvi de grup Moció de censura 6 PP + 4 CVa -- |
| 2015–2019                     | Antonio Carratalá Mínguez                         | CA               | 13/06/2015                   | --                                             |
| 2019-2023                     | Antonio Carratalá Mínguez                         | CA               | 15/06/2019                   | --                                             |
| Des de 2023                   | n/d                                               | n/d              | 17/06/2023                   | --                                             |
| Fonts: Generalitat Valenciana |                                                   |                  |                              |                                                |

## Monuments
- Església de Sant Llorenç Màrtir. Es troba en la Plaça de la Constitució i va ser rehabilitada fa poc. Fou construïda el 1695 damunt d'una mesquita, però no s'acabà fins a 1701. Destaca la Capella de la Comunió d'estil barroc.
- L'ajuntament, de 1798, antiga casa del comte de l'Infantat.
- Convent de la Mare de Déu dels Àngels, de la darreria del segle xvii. Allotja frescos en el sostre i una capella. En la façana s'ha descobert un retaule de ceràmica pintada.
- L'ermita de Santa Bàrbara, edifici de les darreries del segle xviii.
- Llavador municipal

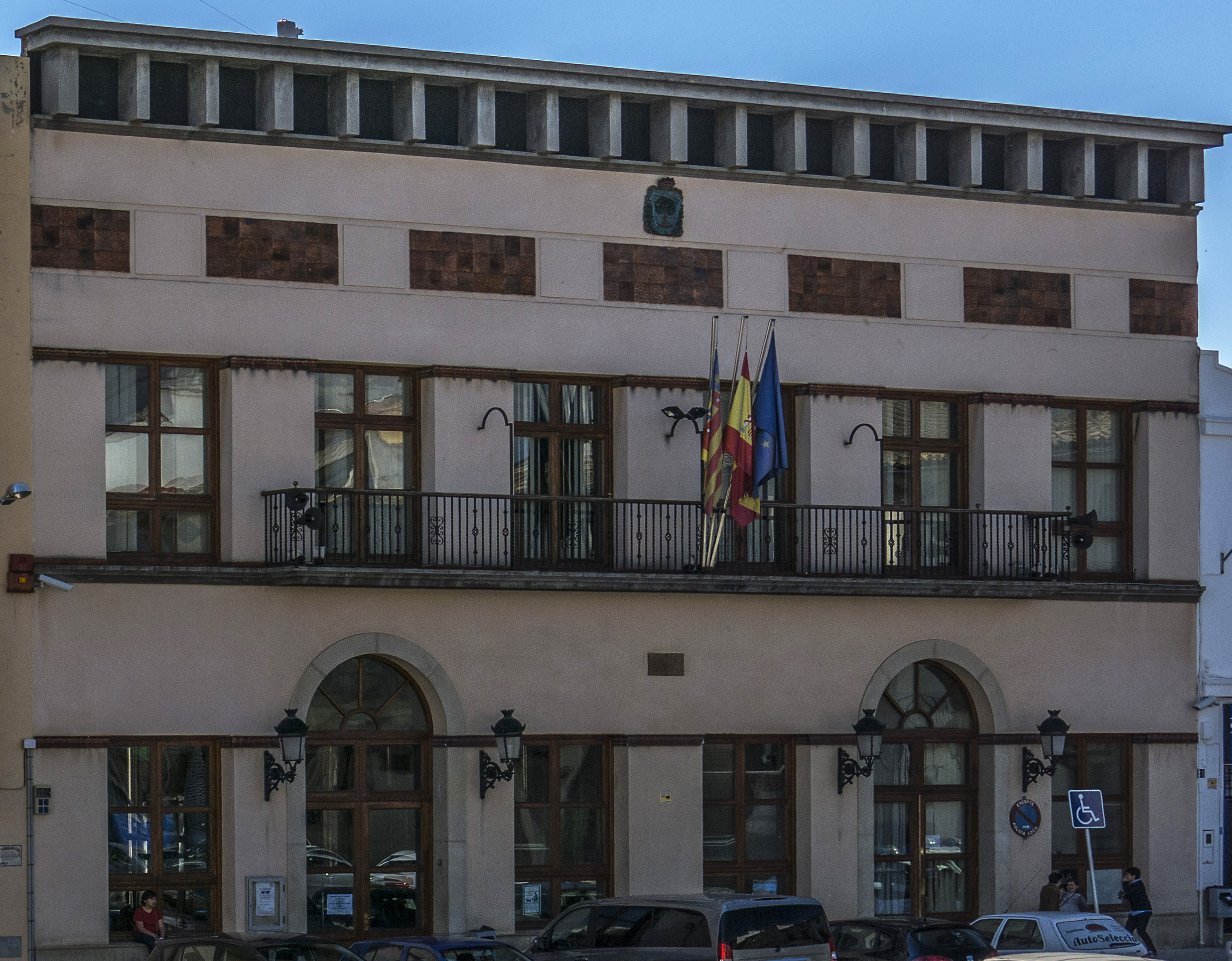
Ajuntament
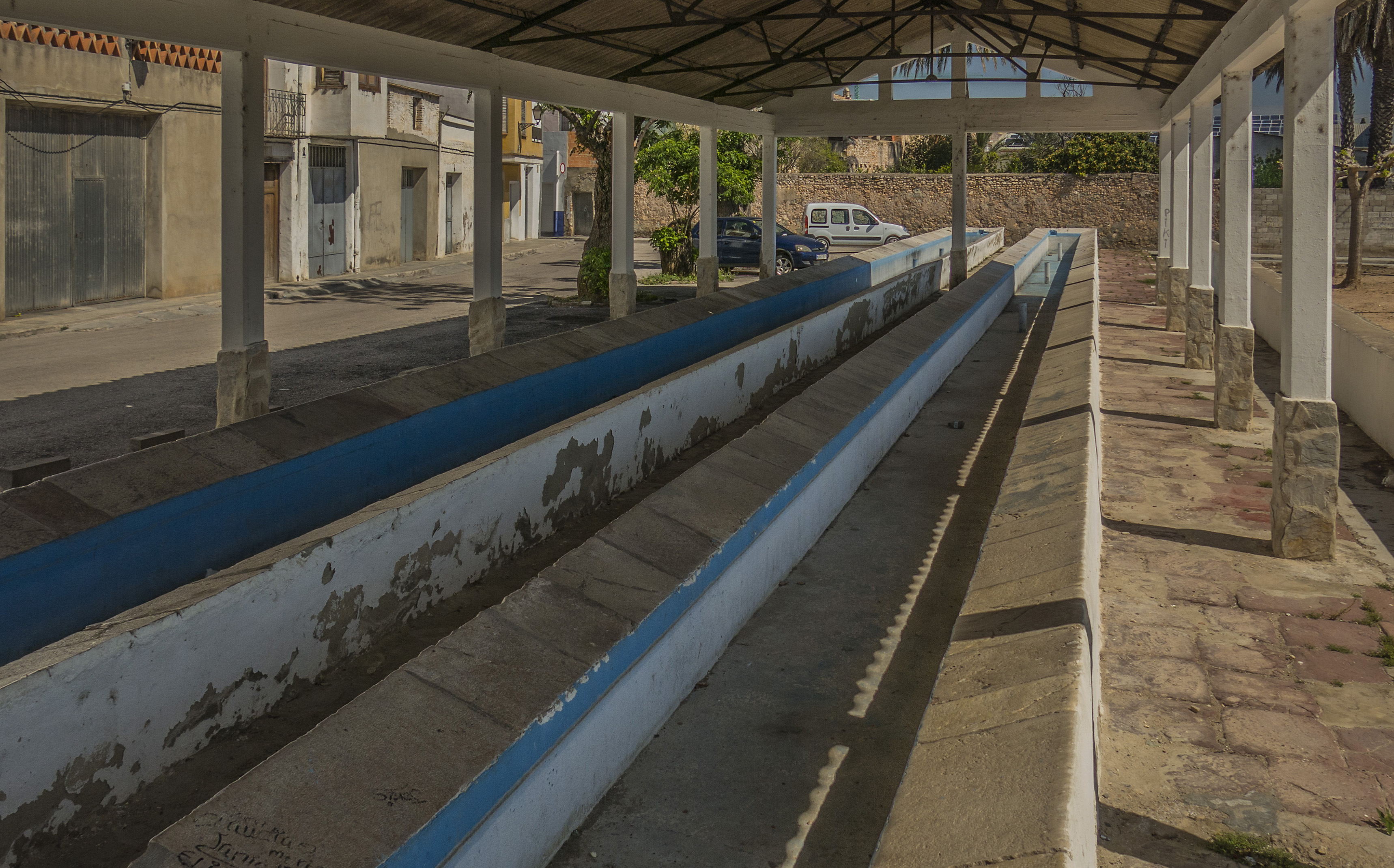
Llavador d'Alberic
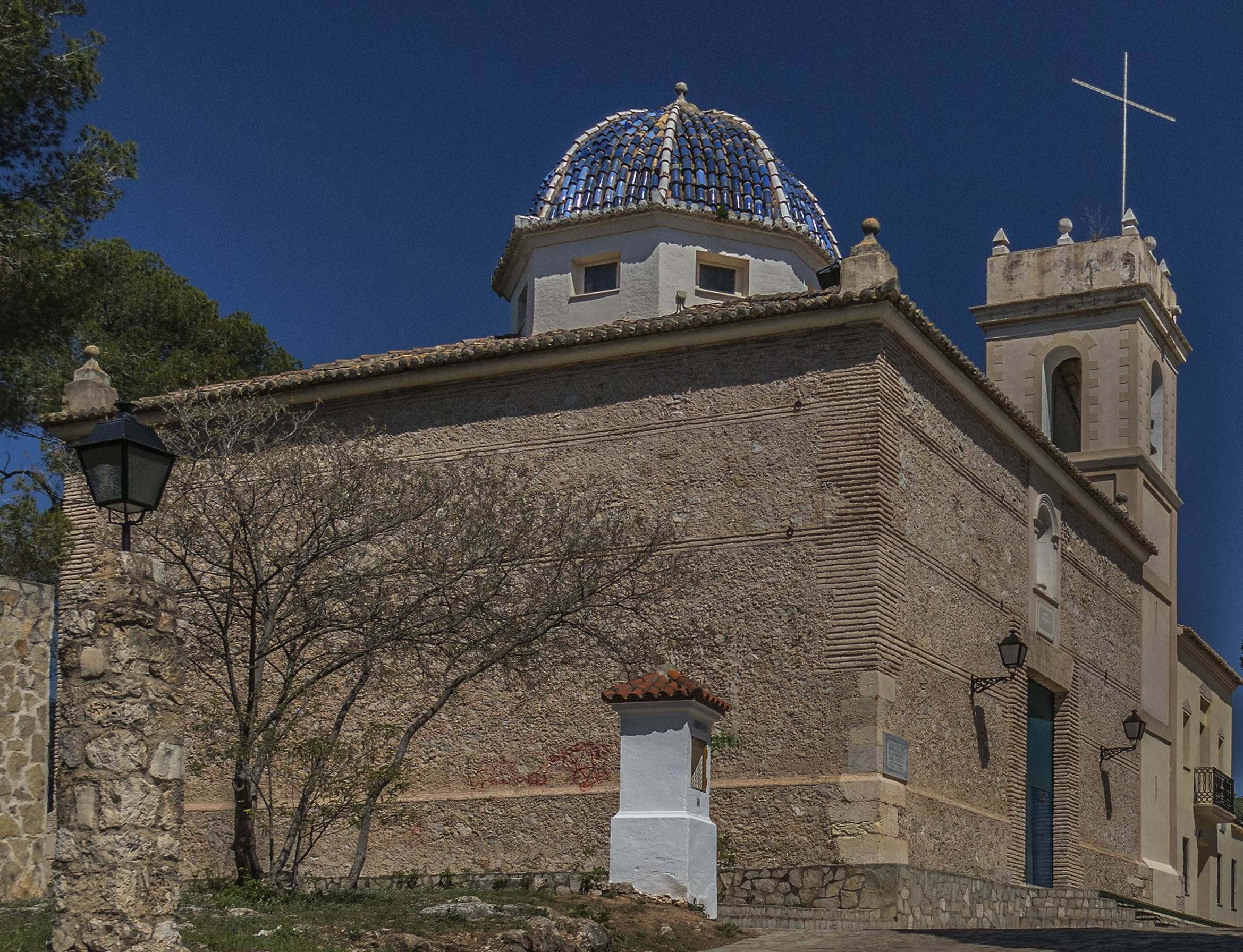
Ermita de Santa Bàrbara
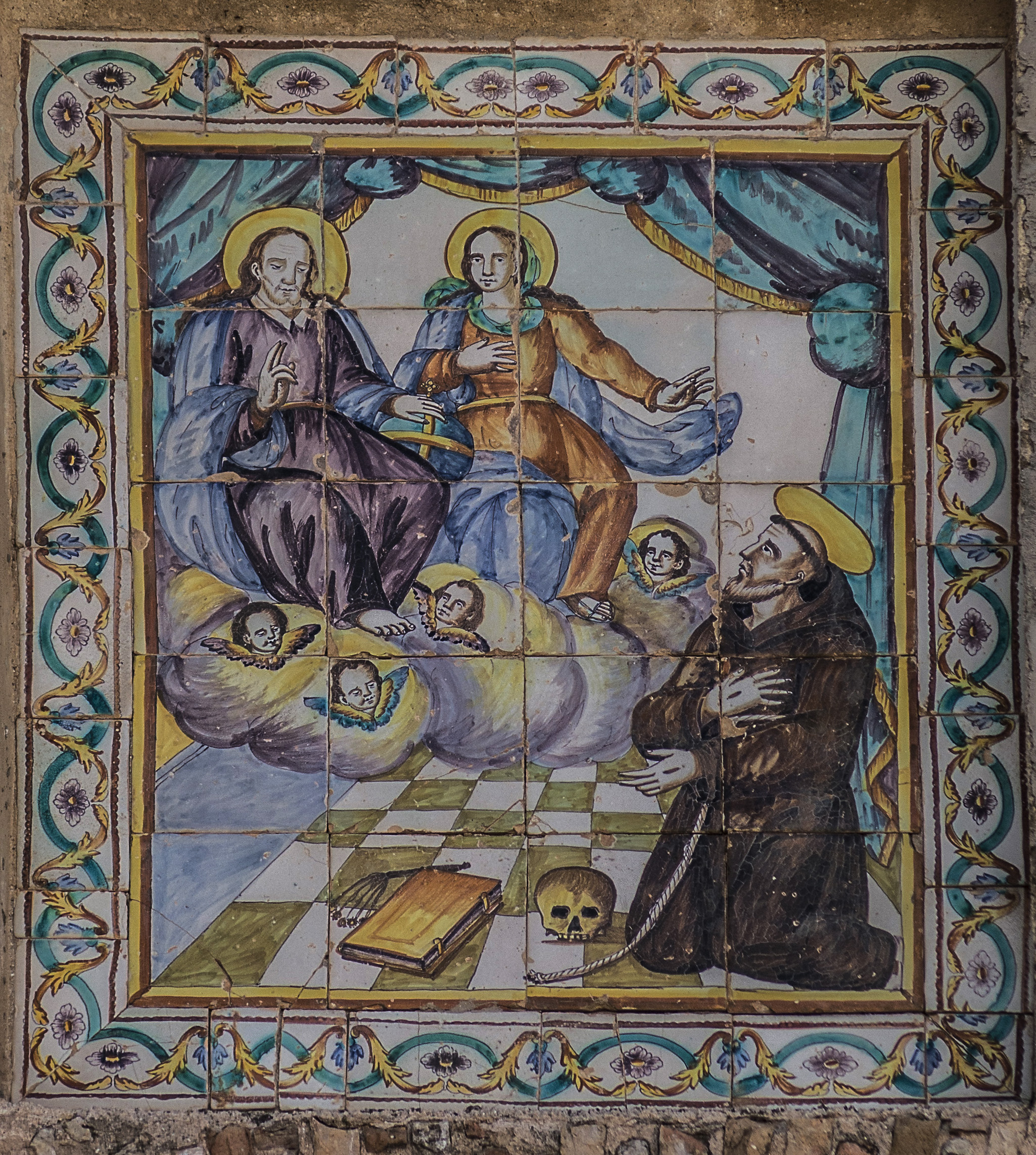
Convent de la Mare de Déu dels Àngels

## Festes
- La nit del meló amb motiu de la festa de Sant Llorenç Màrtir (Patró d'Alberic), el 8 d'agost. Quan les campanes volten les dotze de la nit es menja meló d'Alger.
- Festa de l'encisam, cada Diumenge de Rams que aplega cada any a la Muntanyeta milers i milers de persones vingudes de tota la comarca i de més enllà. Al matí se celebra el concurs de l'encisam i a poqueta nit la baixà dels sants, què és una processó religiosa, on es baixen els Passos de la Passió de Jesús al poble, per a la celebració de la Setmana Santa, gran festa a Alberic.
- Fira de Sant Joan. Al segle xv es dedicava al comerç de la seda, després als cavalls i, en l'actualitat, es fan paelles, revetlles, espectacles, etc. Sol fer-se al voltant del dia de Sant Joan, el 24 de juny.
- Falles, amb aproximadament 1000 fallers i 8 monuments.
- Festes de barri.
  - Sant Antoni, on es fan fogueres el 17 de gener.
  - Verge dels Desemparats, a primers de maig.
  - Nostra Senyora del Rosari (Patrona d'Alberic), el 7 d'octubre.
  - Nostra Senyora d'Agost, el 15 d'agost.
  - Sant Blai, el 3 de febrer.
  - Sant Miquel, el 29 de setembre.
  - Santa Cecília, a l'entorn del 22 de novembre, la Societat Unió Musical d'Alberic li dedica les Festes a la Patrona dels músics.
  - La Milagrosa, Verge situada a la Capella del Col·legi amb el mateix nom, que se celebra al 27 de novembre.
  - Filles de Maria, que se celebra el 8 de desembre, festa organitzada per xiques joves i fadrines del poble.

## Gastronomia
Cal destacar la tradicional Mona de Pasqua o Panou, acompanyada de xocolate, ou dur i llonganissa seca, una de les més famoses del País, tot i que es pot trobar durant tot l'any.

## Persones il·lustres
- Leopoldo Magenti, compositor.
- Manuel Sanchis Martínez, jugador de futbol internacional per Espanya.
- Antoni Lloret i Martí, polític, diputat a les Corts de Cadis.
- Francesc Badenes i Dalmau, poeta de la Renaixença valenciana.
- Josep Lluís Doménech Zornoza, pedagog i psicòleg.

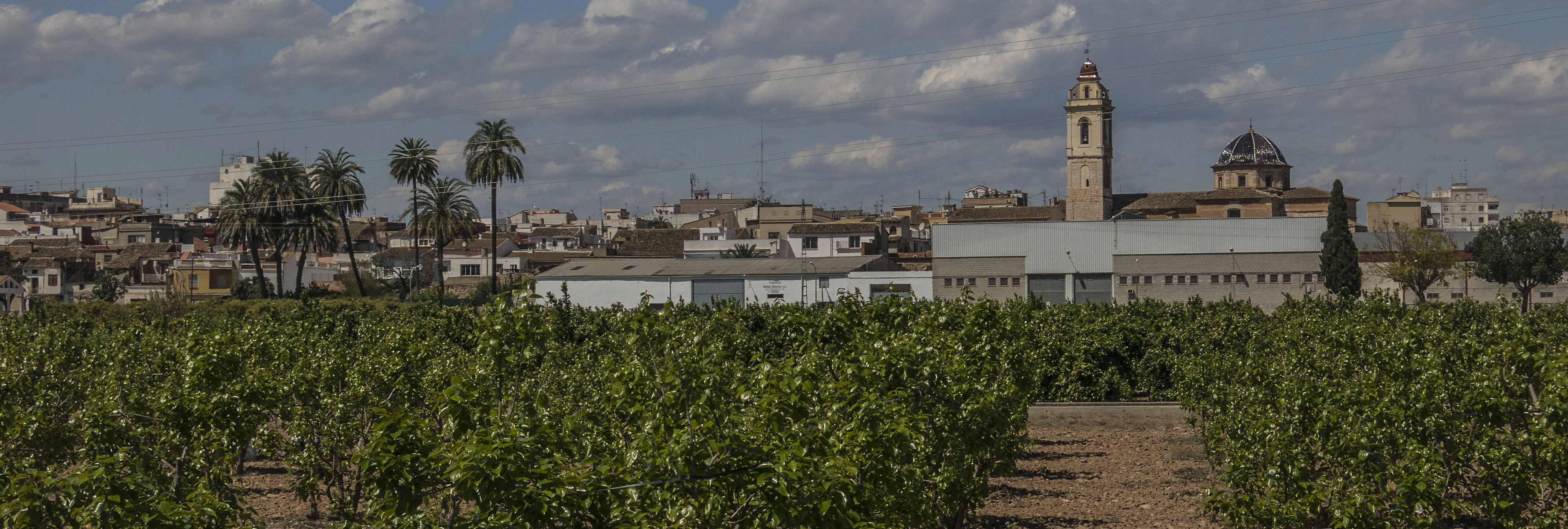
Vista panoràmica d'Alberic